# 강원특별자치도지사 선거
강원특별자치도지사 선거는 강원특별자치도의 도지사를 선출하는 선거이다.

## 역대 민선 강원도지사·강원특별자치도지사
| 선거   | 정당 | 정당           | 도지사 |
| ------ | ---- | -------------- | ------ |
| 1960년 |      | 민주당         | 박영록 |
| 1995년 |      | 자유민주연합   | 최각규 |
| 1998년 |      | 한나라당       | 김진선 |
| 2002년 |      | 한나라당       | 김진선 |
| 2006년 |      | 한나라당       | 김진선 |
| 2010년 |      | 민주당         | 이광재 |
| 2011년 |      | 민주당         | 최문순 |
| 2014년 |      | 새정치민주연합 | 최문순 |
| 2018년 |      | 더불어민주당   | 최문순 |
| 2022년 |      | 국민의힘       | 김진태 |

## 역대 선거 결과

### 1960년 대한민국 지방선거
1960년에 실시된 1960년 대한민국 지방선거에서 박영록 후보가 강원도지사로 당선되었다. 하지만 5.16 군사 정변 이후 강원도지사는 다시 관선으로 선출하도록 바뀌었다.

### 제1회 전국동시지방선거
|  | 65.82% |

|  | 34.17% |

### 제2회 전국동시지방선거
|  | 39.27% |

|  | 33.84% |

|  | 26.87% |

### 제3회 전국동시지방선거
|  | 71.11% |

|  | 28.88% |

### 제4회 전국동시지방선거
|  | 70.56% |

|  | 22.19% |

|  | 4.34% |

|  | 2.90% |

### 제5회 전국동시지방선거
|  | 54.36% |

|  | 45.63% |

### 2011년 대한민국 재보궐선거
|  | 51.08% |

|  | 46.56% |

|  | 2.34% |

### 제6회 전국동시지방선거
|  | 49.76% |

|  | 48.17% |

|  | 2.05% |

### 제7회 전국동시지방선거
|  | 64.73% |

|  | 35.26% |

### 제8회 전국동시지방선거
|  | 54.07% |

|  | 45.92% |